# Saint-Firmin-des-Bois
Saint-Firmin-des-Bois é uma comuna francesa na região administrativa do Centro, no departamento Loiret. Estende-se por uma área de 19,05 km². Em 2010 a comuna tinha 461 habitantes (densidade: 24,2 hab./km²).